# Biskra
Biskra er en by i det nordlige Algeriet med et indbyggertal på 204.661 (2008) indbyggere. Byen er hovedstad i provinsen Biskra.